# Битка код Деневица
Битка код Деневица вођена је 6. септембра 1813. године између француске војске са једне и пруско-руско-шведске војске са друге стране. Део је Наполеонових ратова, тј. Рата шесте коалиције, а завршена је победом коалиције.

## Битка
После неуспеха код Гросберена, француске снаге под Удином повукле су се до 31. августа ка Витенбергу док је савезничка Северна армија (120.000 људи) под Бернадотом доспела до Тројенбрицена. Упућен од Наполеона да смени Удина, француски маршал Неј почео је 5. септембра наступање. Бернадот је истог дана наредио Билову да нападне Неја. Бој је вођен следећег, 6. септембра. Неј је принуђен да пређе у одбрану и појача лево крило 4. корпуса тек када се Билов појавио на његовом левом боку. Бој је решен око 18 часова у корист савезника. Губици: Французи око 21.000, а савезници око 9000.